# Alfredo Mallqui
Alfredo Mallqui – peruwiański zapaśnik walczący w stylu klasycznym. Wicemistrz Ameryki Południowej w 2012 i 2013. Panamerykański mistrz juniorów w 2010 roku.
Jego siostry Jenny Mallqui i Thalía Mallqui również są zapaśniczkami.